# Bandgökbi
Bandgökbi (Nomada signata) är en biart som beskrevs av Louis Jurine 1807.
Arten ingår i släktet gökbin och familjen långtungebin. Arten är reproducerande i Sverige. Inga underarter finns listade i Catalogue of Life.

## Beskrivning
Grundfärgen är svart. På huvudet har honan röda markeringar kring käkarna, medan hanen har gula. På mellankroppen har båda könen röda och gula markeringar, de senare speciellt iögonfallande baktill på honans rygg. Mellankroppen har dessutom en relativt tät, gulbrun päls. Bakkroppens tergiter är gula med svart framparti; då detta syns genom den halvgenomskinliga tergiten framför, ger det intrycket att bakkroppen skulle vara randig i gult och rödbrunt. Honan är 11 till 14 mm lång, hanen 9 till 13 mm.

## Utbredning
Artens utbredningsområde sträcker sig från södra England och östra Wales samt fläckvis på Iberiska halvön, vidare österut i ett mera sammanhängande område över den europeiska kontinenten till södra Skandinavien och ett mindre  område i Litauen i norr, Polen och Ungern samt mera fläckvis i Rumänien i öster samt Frankrike och fläckvis i Italien i söder. Globalt är den klassificerad som livskraftig (LC) av IUCN.
I Sverige har arten hittills (2020) endast påträffats i Skåne, men den väntas öka i framtiden. Den är klassificerad som livskraftig i landet. Arten saknas i Finland.

## Ekologi
Habitatet utgörs av förhållandevis öppna områden som gräshedar och andra gräsmarker, betesmarker, skogsbryn samt sandtag, men även i samhällen som parker och trädgårdar.
Värdväxter utgörs av maskrosor i familjen korgblommiga växter, arter ur videsläktet (familjen videväxter) samt mandeltörel (familjen törelväxter). Flygtiden varar från början av april till slutet av maj.
Som alla gökbin är arten en boparasit: Honan bygger inte något larvbo, utan lägger sina ägg i äggceller hos andra arter, ett i varje cell. För bandgökbiet är värdarten glödsandbi. När larven kläcks äter den först upp värdlarven och lever sedan av den insamlade näringen.